# Тычинин, Василий Константинович
Васи́лий Константи́нович Тычи́нин (23 февраля 1864 — не ранее 1920) — член III Государственной думы от Гродненской губернии.

## Биография
Из духовного сословия.
Учился в Стародубском духовном училище и Черниговской духовной семинарии. В 1890 году окончил Киевскую духовную академию со степенью кандидата богословия.
По окончании академии состоял преподавателем в Черниговском духовном училище, а затем в Екатеринославской и Витебской духовных семинариях. В 1898—1907 годах был инспектором народных училищ Гродненской губернии. Дослужился до чина статского советника (1902). Состоял почетным членом Волковысского православного Петро-Павловского братства и Гродненского епархиального училищного совета.
В 1907 году был избран в члены III Государственной думы от Гродненской губернии 1-м и 2-м съездами городских избирателей. Входил в русскую национальную фракцию. Состоял товарищем секретаря комиссии по народному образованию, а также членом комиссий: бюджетной, по вероисповедальным вопросам, по Наказу, по рабочему вопросу и об исполнении государственной росписи доходов и расходов.
25 июля 1913 года назначен начальником Калишской учебной дирекции, в каковой должности состоял вплоть до революции 1917 года.
На 18 августа 1920 года значился в личном составе Министерства просвещения РСФСР. Дальнейшая судьба неизвестна. Был холост.

## Награды
- Орден Святого Станислава 3-й ст.;
- Орден Святой Анны 3-й ст. (1903);
- Орден Святого Станислава 2-й ст. (1910);
- Орден Святой Анны 2-й ст. (1915).

- Медаль «В память царствования императора Александра III»
- Медаль «В память 300-летия царствования дома Романовых»